# Донгхой (аэропорт)
Аэропорт Донгхой (вьет. Sân bay Đồng Hới) — гражданский аэропорт города Донгхой, провинция Куангбинь, Вьетнам.

## История

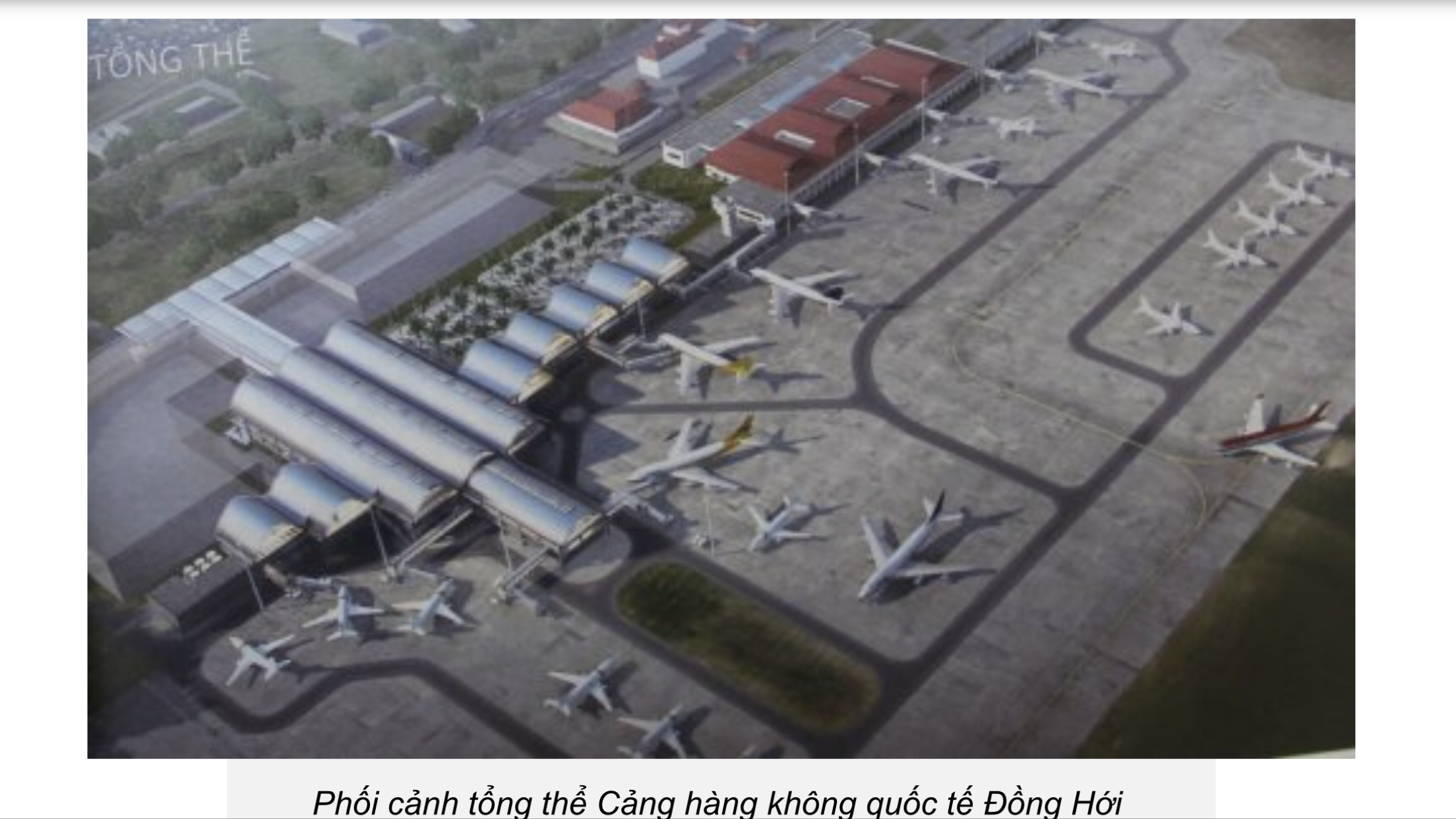
Аэропорт Донгхой после завершения расширения во втором квартале 2020 года (проект)

Французские колонисты построили аэропорт в 1930-х годах. Они использовали его для атак на вьетнамских и лаосских коммунистов. Северовьетнамской армией использовался во время Второй Индокитайской войны. В 2004 году правительство Вьетнама осуществило реконструкцию аэропорта. Работы закончились в 2008 году. Теперь этот аэропорт обслуживает полеты в Ханой и Хошимин, Хайфон.
Первый международный рейс был с Чиангмай (Таиланд) в июле 2017 года. Расширение аэропорта начнется в четвёртом квартале 2018 года и завершится во втором квартале 2020 года. ВПП будет продолжена до 3600 м (категория 4Е), новый терминал с пропускной способностью 10 миллионов пассажиров в год будет встроенный. Инвестор является вьетнамской компанией группы FLC.

## Назначение
Принимаемые воздушные суда: Ан-12, Ан-24, Ил-18, Ил-76, Ил-86, Ту-134, Ту-154, Як-42, Airbus A321 и вертолёты всех типов.

## Показатели деятельности
В 2010 году аэропорт принял 984 рейса и 49 803 пассажиров, в 2011 году — 956 рейсов и 68 427 пассажиров, в 2012 году — 1104 рейса и более чем 90 000 пассажиров.
В 2015 году аэропорт обслужил 261 372 пассажира, в 2016 году — 365 820 пассажиров и 2650 рейсов.
Ожидалось, что в 2017 году аэропорт обслужит порядка 500 000 пассажиров, составляющих проектную пропускную способность этого аэропорта.